# Birgenair
Birgenair war eine türkische Charterfluggesellschaft mit Sitz in Istanbul, die ihren Flugbetrieb 1996 einstellte.

## Geschichte
Birgenair wurde 1988  vom türkischen Geschäftsmann Çetin Birgen gegründet und nahm den Flugbetrieb im August 1989 mit einer Douglas DC-8-61 auf, die Platz für 252 Passagiere bot. Die Maschine kam anfangs auf IT-Charterflügen sowie auf Sonderflügen für türkische Gastarbeiter zum Einsatz. Mit der Zunahme des Massentourismus in die Türkei entwickelte sich eine enge Zusammenarbeit mit dem deutschen Reiseveranstalter Öger Tours, durch die das Unternehmen in den frühen 1990er Jahren expandieren konnte. Im April 1992 wurde die Flotte mit einer Boeing 757-200 und im März 1993 mit einer Boeing 737-300 erweitert. Um die Auslastung der Maschinen zu verbessern, wurde die Boeing 757 in den nachfrageschwachen Wintermonaten zeitweise für andere Fluggesellschaften im Wetlease betrieben, unter anderem für die in Barbados ansässige Caribbean Airways. Die Gesellschaft verkaufte ihre Douglas DC-8 im Jahr 1994 an die US-amerikanische ABX Air und mietete als kurzzeitigen Ersatz nacheinander zwei Boeing 727-200 der Yemenia und eine McDonnell Douglas DC-10-30 der belgischen Skyjet an.
Der Reiseveranstalter Öger Tours plante 1994 sein Angebot in der Wintersaison 1994/95 um Reisen in die Dominikanische Republik zu erweitern und favorisierte hierzu den Einsatz von Maschinen der Birgenair, die deutlich preisgünstiger war als ihre deutschen Mitbewerber. Weil Birgenair keine Flugrechte zwischen Deutschland und der Dominikanischen Republik besaß, wurden die Rechte offiziell über die damals in Neu-Isenburg ansässige Ratioflug beantragt. Das Bundesverkehrsministerium erteilte eine auf sechs Monate befristete Genehmigung für die Transatlantikflüge, die im Anschluss mit der Boeing 757 der Birgenair im Wetlease für Ratioflug durchgeführt wurden. Als zusätzliches Flugzeug übernahm Birgenair im April 1995 eine langfristig geleaste Boeing 767-200ER, welche die erforderliche Reichweite für Nonstopflüge zwischen Deutschland und der Dominikanischen Republik besaß.
Um die Transatlantikflüge in der Wintersaison 1995/96 fortsetzen zu können, gingen Öger Tours und Birgenair 1995 eine Kooperation mit der neu gegründeten dominikanischen Gesellschaft Alas Nacionales ein. Dieses in Puerto Plata ansässige Unternehmen besaß zwar ein Air Operator Certificate, jedoch keine Flugzeuge. Alas Nacionales beantragte Streckenrechte für Flüge nach Deutschland, die von Birgenair durchgeführt werden sollten. Den Anteilseignern der dominikanischen Gesellschaft wurde im Gegenzug eine Prämie von 10 DM pro beförderten Passagier in Aussicht gestellt. Nach dem Erhalt der Flugrechte überführte Birgenair ihre Boeing 767 in die Dominikanische Republik, wo das Flugzeug am 25. Oktober 1995 mit dem Kennzeichen HI-660CA auf das Partnerunternehmen registriert wurde. Das offiziell an Alas Nacionales verleaste Flugzeug trug bis auf einen geänderten Schriftzug weiterhin die Farben der türkischen Gesellschaft. Die IT-Charterflüge zwischen der Dominikanischen Republik und Deutschland begannen eine Woche später. Zudem vermietete Birgenair  ihre Boeing 757-200 im November 1995 an die argentinische Staf Airlines und setzte sie auf fünf Flugpaaren zwischen der Dominikanischen Republik und Buenos Aires ein. Die Boeing 757 wurde nach Ende der Vermietung im Januar 1996 in Puerto Plata abgestellt und am 6. Februar 1996 als Ersatzflugzeug für die defekte Boeing 767 für den Alas-Nacionales-Flug 301 nach Frankfurt genutzt, auf dem die Maschine abstürzte.
Infolge des Unfalls stellte Birgenair sämtliche Flüge am 8. März 1996 ein. Ursprünglich war eine Wiederaufnahme des Flugbetriebs im Folgejahr geplant. Das Unternehmen meldete jedoch im Oktober 1996 Insolvenz an.

## Zwischenfälle
Am 6. Februar 1996 stürzte eine Boeing 757 der Birgenair auf dem Alas-Nacionales-Flug 301 wenige Minuten nach dem Start vom Flughafen Puerto Plata in der Dominikanischen Republik ins Meer. Dabei kamen alle 189 Menschen an Bord ums Leben, darunter 164 deutsche Urlauber. Auslöser des Absturzes war vermutlich eine verstopfte Staudrucksonde, die zu einer falschen Anzeige der Fluggeschwindigkeit führte, wodurch die Piloten zu falschen Reaktionen verleitet wurden.

## Flotte
Während ihres Bestehens setzte Birgenair folgende Flugzeugtypen ein:
- Boeing 727-200 (in der Sommersaison 1994 gemietet von Yemenia)
- Boeing 737-300 (betrieben von 1993 bis 1996)
- Boeing 757-200 (betrieben von 1992 bis 1996)
- Boeing 767-200 (betrieben von 1995 bis 1996)
- Douglas DC-8-61 (betrieben von 1989 bis 1994)
- McDonnell Douglas DC-10-30 (in der Sommersaison 1994 gemietet von Skyjet)

Zum Zeitpunkt der Betriebseinstellung bestand die Flotte aus einer Boeing 737-300 und einer Boeing 767-200ER.